# Sup'Internet
L'École supérieure des métiers de l'internet, anche chiamata Sup'Internet, è una scuola di tecnologie per internet della Francia.
Sup'Internet è una delle 22 scuole che si raggruppano nello IONIS Education Group, all'interno del quale si condividono attività formative principalmente extra-curriculari.